# مرکز آموزش علمی کاربردی جهاد دانشگاهی خرم‌آباد
مرکز آموزش علمی کاربردی جهاد دانشگاهی خرم‌آباد یکی از واحدهای دانشگاه جامع علمی کاربردی است. این واحد در شهر خرم‌آباد قرار دارد.